# Max Joseph von Pettenkofer
Max Joseph von Pettenkofer (Lichtnenheim nei pressi di Neuburg an der Donau, 3 dicembre 1818 – Monaco di Baviera, 10 febbraio 1901) è stato un chimico tedesco.
“Il dr Max Joseph von Pettenkofer (1818-1905), fisiologo igienista bavarese, professore di batteriologia all’Università di Vienna, pur disinteressandosi delle diatribe dei suoi contemporanei Pasteur, Béchamp e Koch, era arrivato da anni alla conclusione che i microbi non causano alcuna malattia. Un giorno, mentre dava un corso nel laboratorio di batteriologia, con grande stupore dei suoi allievi, prese un bicchiere colmo di un liquido, e lo fece verificare strumentalmente uno per uno dai suoi ragazzi. Tutti si accertarono che conteneva milioni di microbi viventi di colera. Richiamò la loro attenzione e inghiottì l’intero contenuto.
Il dr Kruif, che era presente alla lezione, scrisse poi che in quel bicchiere erano presenti milioni di bacilli attorcigliati, fatti apposta per infettare e sterminare potenzialmente un intero reggimento. Pettenkofer non si prese alcuna malattia.”